# 경조증
경조증(輕躁症, 영어: hypomania)은 비정상적으로 고양된 기분이 지속되나, 조증보다는 그 정도가 약한 상태를 가리키는 말이다. 정신증적 증상 등이 거의 나타나지 않는다는 점 및 그 증상의 약한 정도에 의해 조증과 구분된다. 조울증 환자의 경우, 우울증 상태에서 조증 상태로 넘어갈 때, 혹은 그 반대일 때 경조증 증세가 나타나기도 한다.

## 같이 보기
- 양극성 장애
- 경계선 인격장애
- 조증
- 자기애적 인격장애
- 퇴행